# Engstler Motorsport
Engstler Motorsport ist ein privates deutsches Automobilsportteam von Teamchef Franz Engstler. Es ist in Wiggensbach beheimatet. Der Hauptsponsor ist Liqui Moly.

## Geschichte

### Anfänge in der STW
Franz Engstler stieg 1996 mit seinem eigenen Motorsportteam in den Super Tourenwagen Cup ein und brachte zwei Alfa Romeo 155 an den Start, die von ihm selbst und von Oliver Mayer pilotiert wurden. Bei zwei Läufen griff Stephen Vollmair ins Lenkrad des zweiten Alfas. 1997 setzte Engstler gleich vier Fahrzeuge ein, die von ihm selber, Frank Schmickler, Marco Bromberger und Danny Pfeil gesteuert wurden. Schmickler bestritt aber nicht die komplette Saison und so sprangen Vollmair und Gianni Giudici für ihn ein. Nach einem Jahr Pause fuhren 1999 wieder zwei Alfas unter Leitung von Franz Engstler. Er steuerte einen davon, den anderen fuhr zunächst Christian Zink und anschließend Wolfgang Treml.

### Erfolge in der Procar-Serie und in Fernost
Seit 2000 ist Engstler Motorsport mit BMW 320i in der ADAC-Procar-Serie aktiv. Bereits im ersten Jahr konnte Franz Engstler die Meisterschaft für sich entscheiden. 2005 starteten Engstler und Fariqe Hairuman für das Team in der Asiatischen Tourenwagen-Meisterschaft. Dabei gewann Engstler die Meisterschaft. Gegen Saisonende waren Engstler und Hairuman bei zwei Läufen der ADAC-Procar-Serie am Start. 2006 gelang Engstler, dessen Teamkollegen nun Ao Chi Hong sowie abwechselnd Andreas Klinge und Markus Lungstrass waren, die Titelverteidigung. Während das Team weiterhin an der Asiatischen Tourenwagen-Meisterschaft teilnahm, zog sich Teamchef Franz Engstler nach der Saison nach Deutschland zurück. Im gleichen Jahr vertraten Engstler und Rustem Teregulov das Team auch bei einigen Läufen der ADAC-Procar-Serie. 2007 konzentrierte sich Engstler nun voll auf die ADAC-Procar-Serie. Er setzte zeitweise vier Fahrzeuge ein und gewann an der Seite von Teregulov, Oleg Petrishin und Andrei Romanow die Meisterschaft. Währenddessen fuhr Masaki Kano für Engstler Motorsport in der Asiatischen-Tourenwagen-Meisterschaft.

### Tourenwagen-Weltmeisterschaft

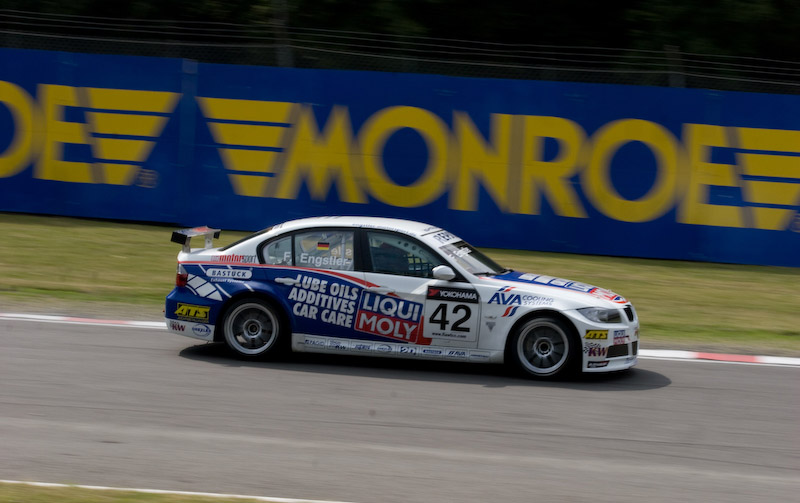
BMW 320si von Franz Engstler

Wie schon 2005 nahm Engstler Motorsport auch 2007 bei den letzten beiden Läufen der Tourenwagen-Weltmeisterschaft in Macau als Gaststarter teil. Die Fahrzeuge wurden von Engstler und Romanow gesteuert. 2008 bestritt Engstler Motorsport erstmals eine komplette Saison in der Tourenwagen-Weltmeisterschaft. Auch neue Fahrzeuge wurden angeschafft. Engstler und Romanow fuhren nun auf zwei BMW 320si. Bei den letzten vier Läufen in Japan und in Macau griff zusätzlich Masaki Kano ins Lenkrad eines „alten“ 320i. In Macau wurde Engstler bester Privatfahrer und holte sich mit einem sechsten Platz drei Weltmeisterschaftspunkte. Ihm gelang damit die Vizemeisterschaft in der Privatfahrerwertung. 2008 nahmen Engstler und Romanow auf BMW 320i auch an einigen Läufen der ADAC-Procar-Serie teil. Außerdem starteten für Engstler Motorsport dort auch Martin Brückl, Stefan Neuberger, Jack Lemvard und Remo Friberg. In der Asiatischen Tourenwagen-Meisterschaft fuhren Kano und Lemvard, der die Meisterschaft gewann.
2009 nimmt Engstler Motorsport erneut an der Tourenwagen-Weltmeisterschaft teil. Kristian Poulsen wurde Franz Engstlers neuer Teamkollege. Engstler wurde beim zweiten Lauf in Marokko bester Privatfahrer und erzielt mit dem achten Platz einen Weltmeisterschaftspunkt. In der ADAC-Procar-Serie 2009 kam erstmals ein BMW 320si zum Einsatz, der von Roland Hertner gefahren wurde. Die übrigen Fahrer des Teams sind Timur Gainutdinov, Petrishin und Friberg. An der Asiatischen Tourenwagen-Meisterschaft nimmt Engstler Motorsport 2009 nicht mehr teil.

### DTM
2023 steigt Engstler Motorsport mit LIQUI MOLY und DTM-Legende Manuel Reuter als Projektmanager mit einem Audi R8 LMS GT3 Evo II in die DTM ein. Das Steuer des Audi mit der Startnummer 8 übernimmt Luca Engstler, Sohn von Teamchef Franz Engstler.

### ADAC GT Masters
Parallel zur DTM startet Engstler Motorsport 2023 erstmals auch im ADAC GT Masters. Dylan Yip (China) und Kwanda Mokoena (Südafrika) teilen sich das Cockpit des Audi R8 LMS GT3 evo II mit der Startnummer 7.

## Statistik

### Ergebnisse
| 1994 | DTM mit Alfa Romeo – Fahrer: Franz Engstler (Platz 19) + Carsten Struwe (Platz 22) + Danny Pfeil (Platz 22) |
| 1996 | STW mit Alfa Romeo – Fahrer: Franz Engstler (Platz 19) + Oliver Mayer (Platz 31) + Stephen Vollmaier (Platz 36) |
| 1997 | STW mit Alfa Romeo – Fahrer: Frank Schmickler (Platz 25) + Franz Engstler (Platz 24) + Marco Bromberger (Platz 34) + Danny Pfeil (Platz 31) + Stephen Vollmaier (Platz 37) |
| 1999 | STW mit Alfa Romeo – Fahrer: Franz Engstler (Platz 20) + Christian Zink (Platz 17) + Wolfgang Treml (Platz 22) |
| 2004 | DMSB Produktionswagen-Meisterschaft mit BMW – Fahrer: Franz Engstler (Platz 5) + Andreas Klinge (Platz 10) + Ivano Giuliani |
| 2005 | WTCC mit BMW – Fahrer: Paul Poon + Peter Scharmach ETCC mit BMW – Fahrer: Franz Engstler (Platz 7) DMSB Produktionswagen-Meisterschaft mit BMW – Fahrer: Franz Engstler + Fariqe Hairuman |
| 2006 | ETCC mit BMW – Fahrer: Rustem Teregulow ADAC PROCAR mit BMW (Platz 3) – Fahrer: Rustem Teregulow (Platz 5) + Franz Engstler (Platz 7) |
| 2007 | WTCC mit BMW – Fahrer: Franz Engstler + Andrei Romanow + David Louie ETCC mit BMW – Fahrer: Oleg Petrishin (Platz 21) + Richard Kaye (Platz 16) ADAC PROCAR mit BMW (Platz 1 & Platz 7) – Fahrer: Franz Engstler (Platz 1) + Andrei Romanow (Platz 2) + Rustem Teregulow (Platz 10) + Oleg Petrishin (Platz 8) |
| 2008 | WTCC mit BMW (2. Yokohama Teams Trophy) – Fahrer: Franz Engstler (Platz 17/Platz 2 Privatfahrer) + Andrei Romanow (Platz 5 Privatfahrer) + Masaki Kano (Platz 26 Privatfahrer) ETCC mit BMW – Fahrer: Oleg Petrishin (Platz 14) + Franz Engstler (Platz 7) + César Campaniço (Platz 4) ADAC PROCAR mit BMW – Fahrer: Jack Lemvard (Platz 4) + Andrei Romanow (Platz 7) + Franz Engstler (Platz 9) + Stefan Neuberger (Platz 12) + Remo Friberg (Platz 16) + César Campaniço (Platz 17) + Martin Brückl (Platz 18) |
| 2009 | WTCC mit BMW (3. Yokohama Teams Trophy) – Fahrer: Franz Engstler (Platz 16/Platz 3 Privatfahrer) + Kristian Poulsen (Platz 6 Privatfahrer) + Philip Geipel (Platz 12 Privatfahrer) + Masaki Kano (Platz 24 Privatfahrer) + Henry Ho (Platz 15 Privatfahrer) + Alex Liu + Joseph Rosa Merszei (Platz 26 Privatfahrer) ETCC mit BMW – Fahrer: Urmas Kitsing (Platz 11) + Franz Engstler (Platz 2) ADAC PROCAR mit BMW (Platz 1 Div 1) – Fahrer: Rainer Bastuck (Platz 11 Div 1) + Oleg Petrishin (Platz 5 Div 1) + Roland Hertner (Platz 3 Div 1) + Remo Friberg (Platz 1 Div 1) + Roland Poulsen (Platz 13 Div 1)                                                                     |
| 2010 | WTCC mit BMW (3. Yokohama Teams Trophy) – Fahrer: Franz Engstler (Platz 17/Platz 2 Privatfahrer) + Andrei Romanow (Platz 9 Privatfahrer) + Tim Coronel (Platz 20 Privatfahrer) + Yoshihiro Ito (Platz 24 Privatfahrer) + Masaki Kano (Platz 15 Privatfahrer) + Jo Merszei ETCC mit BMW – Fahrer: Rustem Teregulow ADAC PROCAR mit BMW – Fahrer: Andrei Romanow (Platz 6 Div 1) + Rustem Teregulow (Platz 4 Div 1) + Roland Hertner (Platz 1 Div 1) + Florian Spengler (Platz 3 Div 1) + Johannes Leidinger (Platz 2 Div 1) |
| 2011 | WTCC mit BMW (1. Yokohama Teams Trophy) – Fahrer: Kristian Poulsen (Platz 7/Platz 1 Privatfahrer) + Franz Engstler (Platz 8/Platz 3 Privatfahrer) + Charles Ng (Platz 22/Platz 14 Privatfahrer) + Fabio Fabiani (Platz 19 Privatfahrer) + Jo Merszei ADAC PROCAR mit BMW – Fahrer: Johannes Leidinger (Platz 1 Div 1) |
| 2012 | WTCC mit BMW (7. Yokohama Teams Trophy) – Fahrer: Franz Engstler (Platz 12/Platz 4 Privatfahrer) + Charles Ng (Platz 25/Platz 15 Privatfahrer) + Masaki Kano + Alex Liu + Jo Merszei (Platz 17 Privatfahrer) ETCC mit BMW – Fahrer: Igor Skuz (Platz 4) ADAC PROCAR mit BMW + Ford – Fahrer: Paul Green (Platz 2 Div 1) + Julia Trampert (Platz 6 Div 2) + Lennart Marioneck (Platz 2 Div 2) |
| 2013 | WTCC mit BMW (11. Yokohama Teams Trophy) – Fahrer: Franz Engstler (Platz 21/Platz 8 Privatfahrer) + Charles Ng (Platz 18/Platz 10 Privatfahrer) + Masaki Kano + Jo Merszei + Henry Ho (Platz 23/Platz 15 Privatfahrer) ETCC mit BMW – Fahrer: Roland Hertner (Platz 9) + Christian Fischer (Platz 8) ADAC PROCAR mit BMW + Ford – Fahrer: Johannes Leidinger (Platz 2 Div 1) + Michael Bräutigam (Platz 7 Div 1) + Christian Klien (Platz 9 Div 1) + Guido Naumann (Platz 10 Div 1) + Reiner Kuhn (Platz 8 Div 1) + Tim Schrick (Platz 11 Div 1) + Thomas Winkelhock (Platz 5 Div 1) + Mark Warnecke (Platz 6 Div 1) + Julia Trampert (Platz 7 Div 2) + Thomas Krebs (Platz 5 Div 2) |
| 2014 | WTCC mit BMW (6. Yokohama Teams Trophy) – Fahrer: Franz Engstler (Platz 17/Platz 1 Privatfahrer) + Pasquale Di Sabatino (Platz 20/Platz 3 Privatfahrer) + Camilo Echevarría (Platz 5 Privatfahrer) + Filipe de Souza (Platz 4 Privatfahrer) ETCC mit BMW – Fahrer: Franz Engstler (Platz 6 TC2 Turbo) + Christian Fischer (Platz 5 TC2) + Plamen Kralev (Platz 10 TC2) |
| 2015 | TCR International Series mit Audi, Seat und VW – Fahrer: Nicki Thiim (Platz 13) + Franz Engstler (Platz 18) + Mikhail Grachev (Platz 8) + Kelvin van der Linde (Platz 21) + Tomas Engström (Platz 17) + Lorenzo Veglia (Platz 10) + Guillaume Cunnington + Pol Rosell (Platz 15) ETCC mit BMW – Fahrer: Davit Kajala (Platz 1 TC2 Turbo) + Franz Engstler (Platz 5 TC2 Turbo) ADAC Formel 4 – Fahrer: Luca Engstler (Platz 39) + Michelle Halder (Platz 47) |
| 2016 | TCR International Series mit VW – Fahrer: Andy Yan (Platz 25) + Jordi Oriola (Platz 17) + Davit Kajala (Platz 10) + Mikhail Grachev (Platz 8) + Vladimir Sheshenin (Platz 38) + Florian Janits (Platz 31) + Niklas Mackschin (Platz 22) + Gary Sheehan (Platz 15) + Jordi Gené (Platz 18) + Munkong Sathienthirakul + Filipe de Souza ADAC TCR Germany mit VW und Seat – Fahrer: Gosia Rdest (Platz 19) + Niklas Mackschin (Platz 18) + Daniel Conrad (Platz 24) + Mike Halder (Platz 6) + Tim Zimmermann (Platz 8) + Tom Lautenschlager (Platz 14) ADAC Formel 4 – Fahrer: Luca Engstler (Platz 26) + Michelle Halder (Platz 46)                                                    |
| 2017 | ADAC TCR Germany mit VW – Fahrer: Roland Poulsen (Platz 48) + Kristian Poulsen (Platz 46) + Luca Engstler (Platz 12) + Florian Thoma (Platz 14) + Stefan Goede (Platz 43) + Jason Wolfe (Platz 18) TCR International Series mit VW – Fahrer: Luca Engstler |
| 2018 | ADAC TCR Germany mit VW und Hyundai – Fahrer: Luca Engstler (Platz 2) + Théo Coicaud (Platz 12) + Kai Jordan (Platz 18) + Justin Häußermann (Platz 16) + Florian Thoma (Platz 14) + Niko Kankkunen (Platz 13) |
| 2019 | ADAC TCR Germany mit Hyundai – Fahrer: Max Hesse (Platz 1) + Théo Coicaud (Platz 6) + Mitchell Cheah Min Jie (Platz 11) |
| 2020 | FIA WTCR mit Hyundai – Fahrer: Luca Engstler (Platz 16) + Nicky Catsburg (Platz 17) + Josh Files (Platz 21) + Mitchell Cheah Min Jie (Platz 22) + Nico Gruber (Platz 23) ADAC TCR Germany mit Hyundai – Fahrer: Antti Buri (Platz 1) + Nico Gruber (Platz 8 + Junior Platz 3) |
| 2021 | Fia WTCR mit Hyundai – Fahrer: Jean Karl Vernay (Platz 3) und Luca Engstler (Platz 15 + Junior Platz 1) ADAC TCR Germany mit Hyundai – Fahrer: Luca Engstler (Platz 1) + Martin Andersen (Platz 2) + Nico Gruber (Platz 5 + Junior Platz 1) + Roland Hertner (Platz 12 + Trophy Platz 1) |
| 2022 | FIA WTCR mit Honda – Fahrer: Tiago Monteiro und Attila Tassi ADAC TCR Germany mit Honda – Fahrer: Martin Andersen (Platz 1) + Szymon Ladniak + Roland Hertner (Trophy Platz 1) |
| 2023 | DTM mit Audi – Fahrer: Luca Engstler ADAC GT Masters mit Audi – Fahrer: Dylan Yip (China) und Kwanda Mokoena (Südafrika) |

### Ergebnisse ADAC GT Masters
| Saison | Auto              | Nr. | Fahrer                | Rennen | Siege | Punkte | Fahrerwertung | Teamwertung |
| ------ | ----------------- | --- | --------------------- | ------ | ----- | ------ | ------------- | ----------- |
| 2011   | BMW Alpina B6 GT3 | 40  | Florian Spengler      | 15     | 0     | 012    | 34.           | 2.          |
| 2011   | BMW Alpina B6 GT3 | 40  | Alex Plenagl          | 10     | 0     | 012    | 35.           | 2.          |
| 2011   | BMW Alpina B6 GT3 | 40  | Andreas Mayerl        | 1      | 0     | 0      | NC            | 2.          |
| 2011   | BMW Alpina B6 GT3 | 40  | Tom Coronel           | 2      | 0     | 0      | NC            | 2.          |
| 2011   | BMW Alpina B6 GT3 | 40  | Andrei Romanow        | 2      | 0     | 0      | NC            | 2.          |
| 2011   | BMW Alpina B6 GT3 | 41  | Dino Lunardi          | 16     | 4     | 0189   | 1.            | 2.          |
| 2011   | BMW Alpina B6 GT3 | 41  | Alexandros Margaritis | 16     | 4     | 0189   | 1.            | 2.          |